# Hertha Karasek-Strzygowski
Hertha Karasek-Strzygowski (* 21. Juni 1896 in Biala; † 7. Mai 1990 in Berchtesgaden) war eine österreichische, nach 1945 deutsche Kunstmalerin, Künstlerin und Schriftstellerin.

## Leben

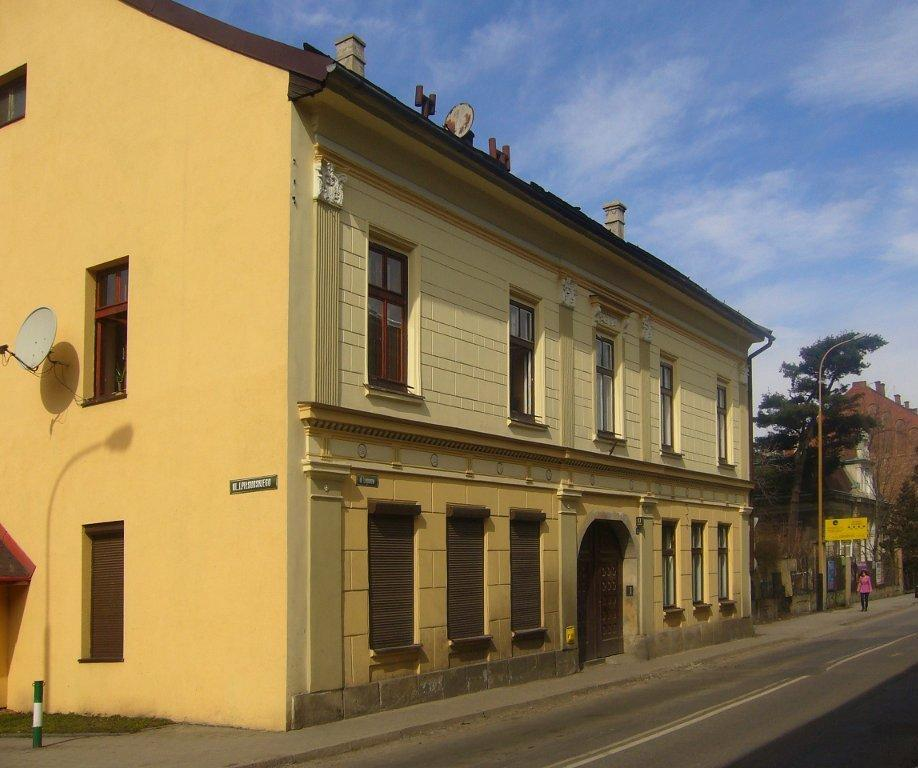
Das Geburtshaus von Hertha Karasek-Strzygowski in Bielitz-Biala

Ihre Jugend verbrachte sie in der Bielitz-Bialaer Sprachinsel. Im Alter von 18 Jahren ging sie zum Studium nach Wien an die Kunstschule für Frauen und Mädchen. Ein Besuch der Akademie der bildenden Künste blieb ihr verwehrt, dort wurden damals noch keine Studentinnen aufgenommen. Die Nöte des Ersten Weltkrieges zwangen ab 1917 zu einer Fortsetzung des Studiums im näher gelegenen Krakau. Auch dort blieb ihr als Frau nur wieder bloß die Kunstschule offen.
1921 kam sie als Künstlerin wieder nach Wien, mietete ein Atelier und widmete sich der Landschaftsmalerei, vorzugsweise den Alpen und deren Erlebniswelt.
1925 heiratete sie den Wiener Kunsthistoriker Josef Strzygowski. Mit ihm bereiste sie in den folgenden Jahren das Baltikum, weilte ein Semester in Finnland, besuchte mehrfach Jugoslawien und Italien.
Am 29. Mai 1938 beantragte sie die Aufnahme in die NSDAP und wurde rückwirkend zum 1. Mai desselben Jahres aufgenommen (Mitgliedsnummer 6.114.492). Nach dem Tod Josef Strzygowskis heiratete sie 1942 den Sudetendeutschen Alfred Karasek. Dadurch verlor sie die österreichische Staatsbürgerschaft und wurde 1946 „mit kleinem Handgepäck“ nach Deutschland ausgewiesen. Nach kurzer Zeit konnte sie sich im Berchtesgadener Land eine neue Heimat schaffen. Sie lebte und arbeitete dort bis zu ihrem Tode.
Ihre inzwischen aufgelassene Grabstätte befand sich auf dem Bergfriedhof in Schönau am Königssee.

## Werke
Viele ihrer nach 1945 erschaffenen Werke befinden sich in Privatbesitz. Von jenen aus der Zeit bis 1945 sind viele vernichtet oder verschollen.

### Bilder in öffentlichem Besitz (Auswahl)
- Germanisches Nationalmuseum Nürnberg: 15 größere Trachtenbilder und 9 Rötelzeichnungen
- Heimatmuseum der Bessarabiendeutschen in Stuttgart: 2 Ölgemälde, 30 Rötel- und Pastellzeichnungen
- Ehemaliges Bundesministerium für Vertriebene in Bonn: Einige Trachtenbilder

### Bibliografie

#### Sachbücher
- Wolhynisches Tagebuch. Elwert-Verlag, Marburg 1979. ISBN 3-7708-0652-2.
- Es führet uns des Schicksals Hand – bessarabisches Tagebuch. Elwert-Verlag, Marburg 1990. ISBN 3-7708-0933-5.

#### Illustrationen
- Alfred Karasek-Langer, Elfriede Strzygowski: Sagen der Deutschen in Galizien. Mit 7 Federzeichn. von Hertha Strzygowski. Wolff Verlag, Plauen  1932.
- Josef Strzygowski: Asiatische Miniaturenmalerei im Anschluss an Wesen und Werden der Mogulmalerei. Original-Radierung von Herta Strzygowski. Kollitsch Verlag, Klagenfurt 1933.